# Clovia modesta
Clovia modesta är en insektsart som beskrevs av Gibson 1919. Clovia modesta ingår i släktet Clovia och familjen spottstritar. Inga underarter finns listade i Catalogue of Life.